# Rathaus (Dombühl)

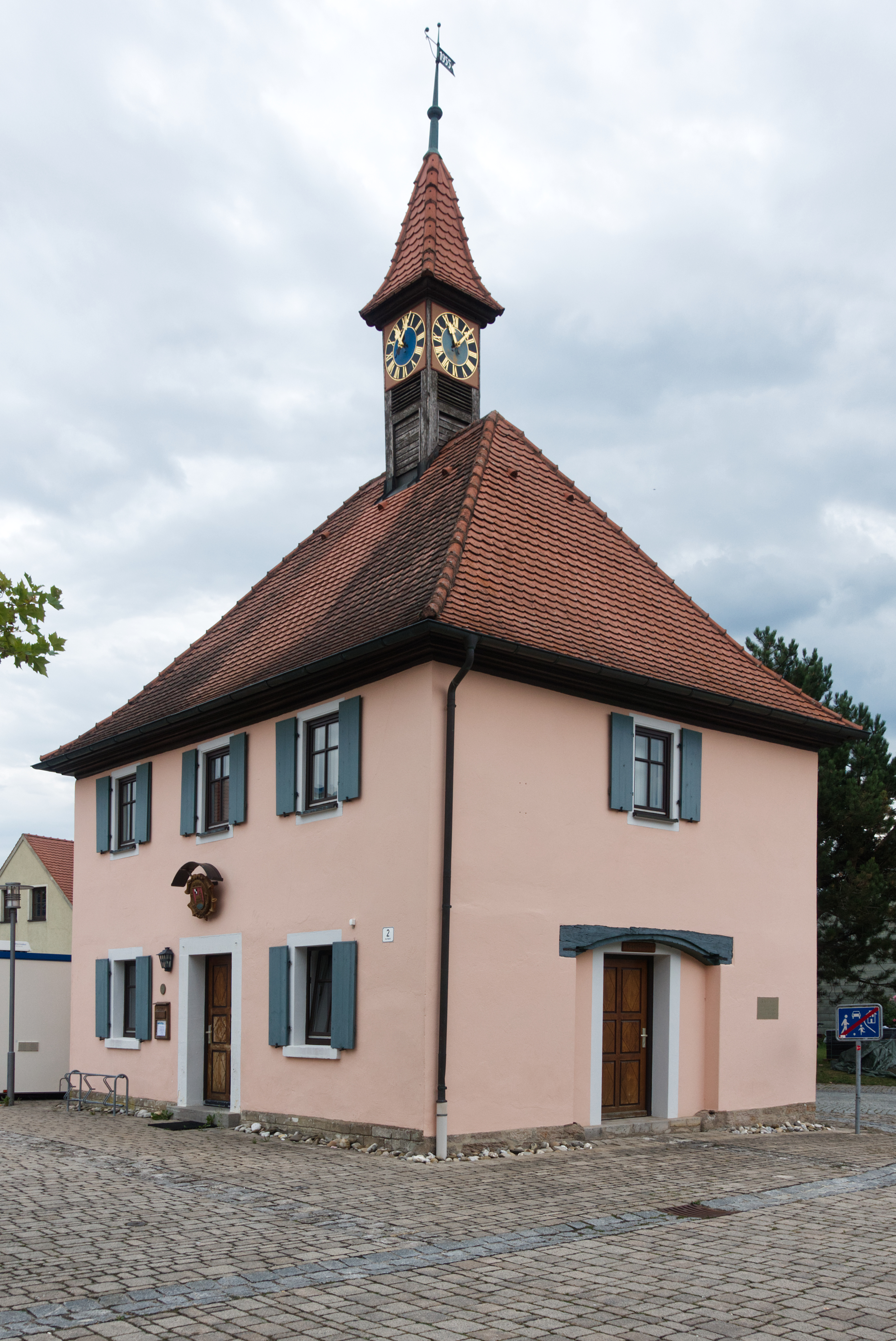
Rathaus in Dombühl

Das Rathaus in Dombühl, einer Marktgemeinde im mittelfränkischen Landkreis Ansbach in Bayern, wurde im 19. Jahrhundert errichtet. Das Rathaus mit der Adresse Am Markt 2 ist ein geschütztes Baudenkmal. 
Das zweigeschossige verputzte Fachwerkhaus mit Walmdach über massivem Erdgeschoss hat einen Dachreiter mit Zeltdach und Uhr. Der Dachreiter wird von einem Dachknauf mit Wetterfahne bekrönt, in der die Jahreszahl 1955 eingeschrieben ist. 
Über dem traufseitigen Eingang ist das Wappen von Dombühl angebracht.